# Kilkenny City
Der Kilkenny City Association Football Club war ein 1966 gegründeter Fußballverein aus der irischen Stadt Kilkenny. Der Verein war bis Ende der 1980er Jahre als EMFA bekannt und spielte schon unter diesem Namen seit 1985 in der League of Ireland. Anfang 2008 zog sich der Club wegen finanzieller Schwierigkeiten aus dem Spielbetrieb der Liga zurück.
1966 wurde der Club durch den Zusammenschluss zweier kleiner Fußballmannschaften gegründet, beide jeweils nach dem Ort, an dem sie spielten, benannt; der eine Emmet Street, der andere Fatima Avenue. Der durch den Zusammenschluss entstandene Club nannte sich Emmet street and Fatima Avenue Football Club kurz EMFA. Unter diesem Namen wurde der Club auch 1985 bei der Reform der League of Ireland in die neugeschaffene First Division, der unteren Staffel aufgenommen, wo der Klub mit Ausnahme der Spielzeiten 1997/98 und 2000/01, den einzigen Zeiten der Erstklassigkeit, auch verblieb. 
Die einzigen Erfolge konnte der Verein auf in dieser niedrigeren Spielklasse erreichen: 1987, noch als EMFA, gewann man den First Division Shield-Pokal, eine Pokalwettbewerb für die Teams der First Division und 1997/98, nach der 1989 erfolgten Umbenennung in Kilkenny City, wurde der Club Meister der First Division.

## Erfolge
- Sieger des First Division Shield-Pokals 1987
- Meister der First Division 1997/98